# Sanguinetto
Sanguinetto (velenceiül Sanguiné) település Olaszországban, Veneto régióban, Verona megyében. Lakosainak száma 4148 fő (2023. január 1.). Sanguinetto Casaleone, Cerea, Gazzo Veronese, Nogara, Salizzole és Concamarise községekkel határos.

## Népesség
A település népességének változása:
| Lakosok száma | 4067 | 4011 | 4148 |
|               | 2017 | 2018 | 2023 |